# Kościół św. Antoniego w Gliwicach
Kościół św. Antoniego w Gliwicach – kościół parafialny w Gliwicach w dzielnicy Wójtowa Wieś.

## Historia
Budowa kościoła rozpoczęła się 30 czerwca 1925 roku i przebiegała bez zakłóceń. Już wczesną wiosną 1926 roku gotowe były ściany budynku. W roku 1927 zakończono budowę kościoła. Kościół remontowany w ostatnich latach, dziś znowu zaczyna świecić dawnym blaskiem.

## Architektura i wnętrze
Kościół w swej istocie został zaprojektowany w stylu modernistycznym, z nawiązaniami neoromańskimi i neogotyckimi. Kościół posiada wieżę o wysokości 51 m z tarasem widokowym. Położenie kościoła na wysokości 236 m n.p.m. oraz wysokość wieży, zapewnia wspaniałą widoczność z tarasu.
Organy wybudowała firma Carla Berschdorfa z Nysy w 1936 roku.